# Bathytoma belaeformis
Bathytoma belaeformis é uma espécie de gastrópode da família Borsoniidae.